# Troïka du NKVD
La Troïka du NKVD (en russe : республиканские, краевые и областные тройки НКВД, Troïka des républiques, kraïs et oblasts du NKVD) était un organe extra-judiciaire de poursuites criminelles qui existait en URSS en 1937 et 1938 et agissait au niveau des républiques, des kraïs et des oblasts régionaux. Cette Troïka du NKVD était dirigée par 3 personnes : le chef de l'administration du NKVD de l'oblast, le secrétaire du comité du parti communiste de l'oblast et le procureur de l'oblast.

## Pratique judiciaire

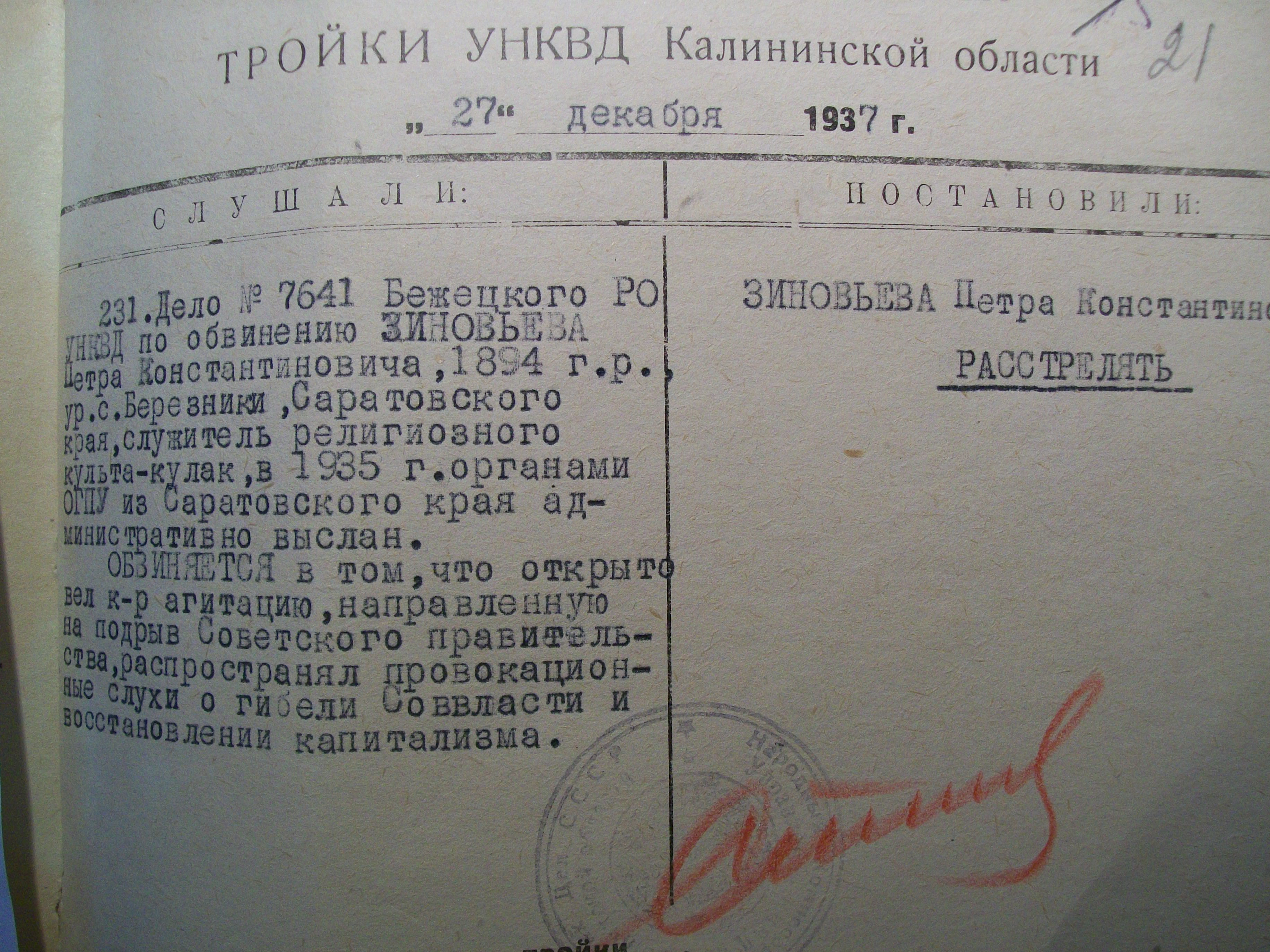
Protocole de l'arrêt de la Troïka NKVD de l'oblast de Kalinine dans l'affaire Piotr Konstantinovitch Zinoviev : "fusiller"

La solution trouvée par les Troïkas pour juger en l'absence de l'accusé consistait à se baser sur les pièces du dossier présentées par le NKVD et, en cas d'absence de toute pièce ou document, de se baser sur des simples listes de personnes arrêtées (et dans certains cas, comme au camp d'Igarka, dans le Kraï de Krasnoïark, sur des simples listes envoyées par télégraphe). La procédure d'examen d'une affaire est simple et libre, sans protocole. Ce qui caractérise les dossiers des affaires soumises aux Troïkas c'est la quantité minimale de documents sur lequel est basé l'ordre de punir qui en découle. Sur les couvertures en carton des dossiers sont toujours indiquées les mentions dactylographiées : « Confidentiel. À conserver sans limites de temps ». On y trouve agrafé à l'intérieur : la décision d'arrêter, un seul protocole d'arrestation et de fouille, une ou deux feuilles sur l'interrogatoire éventuel de la personne arrêtée, l'arrêt de condamnation. La décision de la Troïka n'est pas susceptible d'appel et habituellement l'arrêt se termine par la décision de la peine à subir par le condamné.

Le 31 juillet 1937, Nikolaï Iejov signe et approuve pour le Politburo du Parti communiste de l'Union soviétique l'ordre sur le NKVD no 00447 « à propos des opérations de répression des anciens koulaks, des criminels et d'autres éléments anti-soviétiques » dans lequel est déterminée la manière de procéder pour détruire ces éléments anti-soviétiques et créer des Troïkas opérationnelles en vue d'accélérer l'examen d'affaires de cette nature.
Dans la composition des Troïkas se trouvent habituellement : le président, (un fonctionnaire local du NKVD), le procureur local, le premier secrétaire de l'oblast du parti communiste. À partir du 5 août 1937 l'ordre de créer ces troïkas s'applique à toutes les républiques et kraïs. À partir du 10 août aux républiques d'Ouzbékistan de Turkménistan, du Kazakhstan du Tadjikistan et du Kirghizistan. Dans le Kraï de Krasnoïarsk et celui d'Extrême-Orient ainsi que dans les oblasts de Sibérie orientale l'ordre s'applique à partir du 15 août 1937.

« J'avais pensé, que s'il fallait conserver les Troïkas, ce devait être durant une très courte période de maximum un mois... En premier lieu parce que le front des opérations menées n'était déjà plus ce qu'il était quand elles battaient leur plein en 1937.
En second lieu parce que nous devions consacrer beaucoup de temps au travail de renseignement. Le travail de la Troïka était facile, les gens s'habituaient vite à prendre des décisions concernant les ennemis. Mais garder ces Troïkas longtemps c'était dangereux. Pourquoi ? Parce que dans de telles conditions les gens examinaient un minimum de preuves et étaient ainsi distraits de leur tâche principale : obtenir des renseignements. »

— (Commissaire du peuple aux affaires intérieures de Biélorussie Boris Davidovitch Berman lors d'une réunion de la centrale du NKVD à Moscou le 24 janvier 1938).
Suivant la décision du Politburo du Parti communiste de l'Union soviétique du 17 novembre 1938 no П65/116 les Troïkas NKVD créées en 1937 furent liquidées. Les dossiers de ce genre furent, à l'avenir, transférés vers les tribunaux ou vers un comité spécial auprès du NKVD.

## Résultat des travaux des Troïkas
Entre août 1937 et octobre 1938 sur ordre des Troïkas NKVD (no 00447), 767 397 personnes furent condamnées parmi lesquels 386 798 à la mort par fusillade.

## Liens
- (ru) Составы троек НКВД—УНКВД 1937—1938 гг., созданных для рассмотрения дел арестованных в ходе массовой операции по приказу НКВД СССР no 00447 от 30 июля 1937 г.
- (ru) Решение Политбюро ЦК ВКП(б) no П65/116 от 17 ноября 1938 года
- (ru) Суд по телеграфу (из истории Игарки)
- (en) Nicolas Werth, The NKVD Mass Secret National Operations (August 1937 - November 1938), Online Encyclopedia of Mass Violence, [online], published on 20 May 2010, accessed 1 January 2014, URL : http://www.massviolence.org/The-NKVD-Mass-Secret-National-Operations-August-1937, ISSN 1961-9898